# پیپت اسپراگ
پیپت اسپراگ (نام علمی: Anthus spragueii) نام یک گونه از سرده پیپت است.